# My World Depends on You
A My World Depends on You a Chandeen nevű német együttes hatodik kislemeze, mely 2002-ben jelent meg a Kalinkaland Records kiadásában. Az album első három dala a The Waking Dream című album kiadott változatában nem szerepelt.

## Az album dalai
1. My World Depends On You (Club Mix) – 4:42
2. My World Depends On You (Love’s Fading Shadow Mix) – 7:43
3. Reach Another Day (Extract) – 2:31
4. To The Wild Roses (Live) – 10:02